# Епархия Стьюбенвилла

Герб епархии Стьюбенвилла

Епархия Стьюбенвилла (лат. Dioecesis Steubenvicensis) — епархия Римско-Католической церкви с центром в городе Стьюбенвилл, США. Епархия Стьюбенвилла входит в митрополию Цинциннати. Кафедральным собором епархии Стьюбенвилла является собор Святого Имени Иисуса.

## История
21 октября 1944 года Римский папа Пий XII выпустил буллу Dioecesium in orbe, которой учредил епархию Стьюбенвилла, выделив её из епархии Колумбуса.

## Ординарии епархии
- епископ Anthony John King Mussio (10.03.1945 — 27.09.1977)
- епископ Albert Henry Ottenweller (11.10.1977 — 28.01.1992)
- епископ Gilbert Ignatius Sheldon (28.01.1992 — 31.05.2002)
- епископ Robert Daniel Conlon (31.05.2002 — 17.05.2011), назначен епископом Джолиета
- епископ Jeffrey Monforton (с 3 июля 2012 года)

## Источник
- Annuario Pontificio, Libreria Editrice Vaticana, Città del Vaticano, 2003, ISBN 88-209-7422-3
- Булла Dioecesium in orbe, AAS 37 (1945), стр. 153  (лат.)